# Tom King (cầu thủ bóng đá)
Thomas Lloyd King (sinh ngày 9 tháng 3 năm 1995) là một cầu thủ bóng đá chuyên nghiệp hiện đang chơi ở vị trí thủ môn cho câu lạc bộ Wolverhampton Wanderers. 
King từng thi đấu cho U17 Anh nhưng cuối cùng chọn thi đấu cho đội tuyển Wales ở cấp độ chuyên nghiệp, đủ điều kiện vì có mẹ là người nước này. King được gọi lên tuyển Wales lần đầu vào tháng 11 năm 2019.